# Александър Александров (киновед)
Вижте пояснителната страница за други личности с името Александър Александров.
Александър Драганов Александров е български кинокритик и историк на киното, писател и преподавател във Висшия институт за театрално и филмово изкуство „Кръстьо Сарафов“) по история на киното (от 1960), научен сътрудник в Института по изкуствознание при БАН (1963).

## Биография
Роден е в Твърдица на 20 юли 1926 г. През 1954 г. завършва кинознание във ВГИК, Москва.
От март 2015 г. е учреден Фонд „Александър Александров“, който има за цел съхранението архива на Александър Александров, който съдържа „документи от следването на Ал. Александров в Русия, статии, изрезки от вестници и списания за различни режисьори, сценаристи и актьори, статии и публикации за история на киното от различни държави, лични документи от изследването на български режисьори и артисти, картички, автографи, бюлетини, покани от фестивали, дипломни работи, разработени лекции.“